# Sebastià Alzamora
Sebastià Alzamora Martín (n. Llucmajor; 1972) es un escritor mallorquín, licenciado en Filología catalana por la Universidad de las Islas Baleares; se dio a conocer con el poemario Rafel (1994; Premio Salvador Espriu). También ha publicado Apoteosi del cercle (1997), Mula morta (2001) y El benestar (2003; Premio en los Juegos Florales de Barcelona).
Como narrador ha publicado L'extinció (1999; Premio Documenta), y Sara i Jeremies (2002; Premio Ciutat de Palma).
Con La pell i la princesa, Alzamora obtuvo el Premio Josep Pla 2005. Es autor del ensayo sobre Gabriel Janer Manila: L'escriptura del Foc.
También participa en Imparables, Una antología y publica junto a Héctor López Bofill y Manuel Forcano Dogmática Imparable.

## Premios
- 1994: Premio Salvador Espriu por Rafel
- 1996: Premio Bartomeu Rosselló-Pòrcel de los Premis 31 de diciembre de l'Obra Cultural Balear.
- 1999: Premio Documenta de narrativa
- 2002: Premio Ciudad de Palma por Sara i Jeremies
- 2003: Premio Jocs Florals de Barcelona por El Benestar
- 2005: Premio Josep Pla de narrativa por La pell i la princesa
- 2008: Premio Carles Riba de poesía por La part visible
- 2011: Premio Sant Jordi, por Crim de sang[1]